# Věra Bradáčová
Věra Bradáčová (* 12. října 1955, Nový Bor) je bývalá československá atletka, výškařka.

## Sportovní kariéra
V roce 1963 začínala s během na lyžích. O rok později se přeorientovala na atletiku, zejména na krosové běhy. Se skokem do výšky začala v Dynamu ZČE Plzeň (1968 – 1971). V letech 1972 – 1979 závodila v barvách Sparty Praha, kde ji mj. trénoval bronzový medailista z evropského šampionátu v Bernu Jaroslav Kovář.
První mezinárodní úspěch zaznamenala v roce 1973 na juniorském mistrovství Evropy v Duisburgu, kde společně s další československou výškařkou Marií Severýnovou postoupily do finále, v němž obsadily dělené 5. místo (176 cm). V roce 1975 se zúčastnila halového evropského šampionátu v polských Katovicích, kde skončila na 6. místě (180 cm). Sedmkrát reprezentovala v mezinárodních utkáních (1973 – 76), z toho dvakrát v evropském poháru. Ke konci kariéry závodila za RH Praha (1981, 1984 – 86).

### Olympijské hry
Nejúspěšnější sezónu zažila v roce 1976. 13. února si vylepšila v Třinci halový osobní rekord na 188 cm. O několik dní později, na halovém ME v Mnichově skončila ve finále na 5. místě, kde překonala 186 cm. Bronzovou medaili zde vybojovala Milada Karbanová, která zdolala 189 cm stejně jako Ulrike Meyfarthová ze Západního Německa, která však díky lepšímu technickému zápisu brala stříbro. Halovou mistryní Evropy se stala tehdejší držitelka halového světového rekordu Rosemarie Ackermannová z NDR, která skočila 192 cm.
9. května 1976 v Praze si vylepšila osobní rekord pod širým nebem na 190 cm. 26. července reprezentovala na letních olympijských hrách v Montrealu, kde však v kvalifikaci překonala jen 175 cm a do finále, které čítalo 21 závodnic nepostoupila. K postupu bylo zapotřebí zdolat 180 cm.

### Osobní rekordy
- hala – 188 cm – 13. února 1976, Třinec
- venku – 190 cm – 9. května 1976, Praha